# کرنق
کرنق روستایی است که در استان اردبیل، شهرستان خلخال، بخش خورش رستم، دهستان خورش رستم جنوبی قرار دارد. مردم این روستا به زبان تاتی سخن می‌گویند.

## جمعیت
بر اساس سرشماری سال ۱۳۸۵ جمعیت این روستا ۲۱۶ نفر با ۳۸ خانوار بوده است.

## زبان
مردم کرنق به زبان تاتی (زبان باستانی ایران) سخن می‌گویند.